# Bruno Roth (Radsportler, 1911)
Bruno Roth (* 23. April 1911 in Frankfurt am Main; † 21. April 1998) war ein deutscher Radrennfahrer.
Bruno Roth war von 1934 bis 1939 Berufssportler. 1935 wurde er deutscher Meister im Straßenrennen. Im selben Jahr gewann er Rund um Berlin und startete bei der Tour de France, wo er den 23. Platz in der Gesamtwertung belegte. 1936 wurde er Dritter bei Rund um die Hainleite.  1937 gewann er eine Etappe der Deutschland-Rundfahrt und belegte in der Gesamtwertung Platz fünf. 1937 gewann er das Eintagesrennen Rund um Frankfurt. 1938 wurde er deutscher Vize-Meister im Straßenrennen. Nach dem Zweiten Weltkrieg war er in seiner Heimatstadt als Nachwuchstrainer im Radsport tätig.